# 15. leden
15. leden je 15. den roku podle gregoriánského kalendáře. Do konce roku zbývá 350 dní (351 v přestupném roce). Svátek má Alice.

## Události

### Česko
- 1900 – na Kladensku vypukla velká hornická stávka všech horníků kladenského revíru; trvala do 10. dubna 1900; 29. ledna promluvil ke stávkujícím horníkům pozdější prezident Tomáš Garrigue Masaryk.
- 1945 – Pět dělostřeleckých pluků 1. čs. armádního sboru se v prostoru Jasla úspěšně podílelo na zahájení útočné operace proti německým vojskům. Výročí bylo slaveno jako Den československého dělostřelectva.
- 1989 – V Praze na Václavském náměstí začala série mohutných protikomunistických demonstrací, později nazvaná Palachův týden.
- 1991 – Byla zřízena přírodní rezervace Třímanské skály.
- 2012 – Začala vysílat Karlovarská televize TV ZAK.

### Svět

Erupce sopky Hunga Tonga – Hunga Haʻapai v roce 2022.

- 1559 – Alžběta I., korunována anglickou královnou.
- 1706 – Severní válka: Vojska Karla XII. porazila a obklíčila ruskou armádu v bitvě u Grodna, knížeti Menšikovovi se však nakonec podařilo s většinou svých mužů uniknout.
- 1777 – Americká revoluční válka: Nový Connecticut deklaruje svou nezávislost.
- 1919
  - Rosa Luxemburgová a Karl Liebknecht, předáci socialistů v Německu, byli mučeni a zavražděni Freikorpsem.
  - Bostonská melasová tragédie: zásobník s melasou praskl, následkem čehož se prohnala ulicemi vlna melasy, která zabila 21 lidí a 150 zranila.
- 1940 – Ve francouzském městě Agde byla zformována 1. československá pěší divize.
- 1942 – Polní maršál Wilhelm rytíř von Leeb byl odvolán z pozice velitele skupiny armád Sever.
- 1943
  - Začalo stahování Japonců z Guadalcanalu.
  - Byla dokončena stavba největší úřední budovy na světě – Pentagonu ve Washingtonu, D.C.
- 1945 – Druhá světová válka: Zahájena západokarpatská operace, které se u Jasla zúčastnili dělostřelci a tankisté 1. československého armádního sboru v SSSR.
- 1975 – Portugalsko uděluje nezávislost Angole.
- 1992 – Mezinárodní společenství uznalo nezávislost Slovinska a Chorvatska, zemí vzniklé ze Socialistické federativní republiky Jugoslávie.
- 1999 – V kosovské vesnici Račak bylo zabito jugoslávskými bezpečnostními složkami 45 lidí.
- 2001 – Byla spuštěna anglická Wikipedie, první z jazykových mutací Wikipedie.
- 2006 – V americkém Utahu přistálo návratové pouzdro meziplanetární sondy Stardust. ESA SMART-1 měsíční orbitr objevil prvky jako vápník, hliník, křemík, železo. Na Slunci došlo k intenzivní erupci, která vyslala rentgenové paprsky napříč Sluneční soustavou.
- 2009 – Airbus A320 na lince z New Yorku do Seattlu muselo nouzově přistát na řece Hudson.
- 2022 – V jihozápadní části Tichého oceánu došlo k silné erupci podmořské sopky Hunga-Tonga. Erupční sloupec dosáhl výšky 57 km (nejvyšší detekovaný oblak), tlakové vlny z explozí několikrát obletěly Zemi a Pacifikem prošla vlna tsunami.

## Narození
Automatický abecedně řazený seznam viz Kategorie:Narození 15. ledna

### Česko

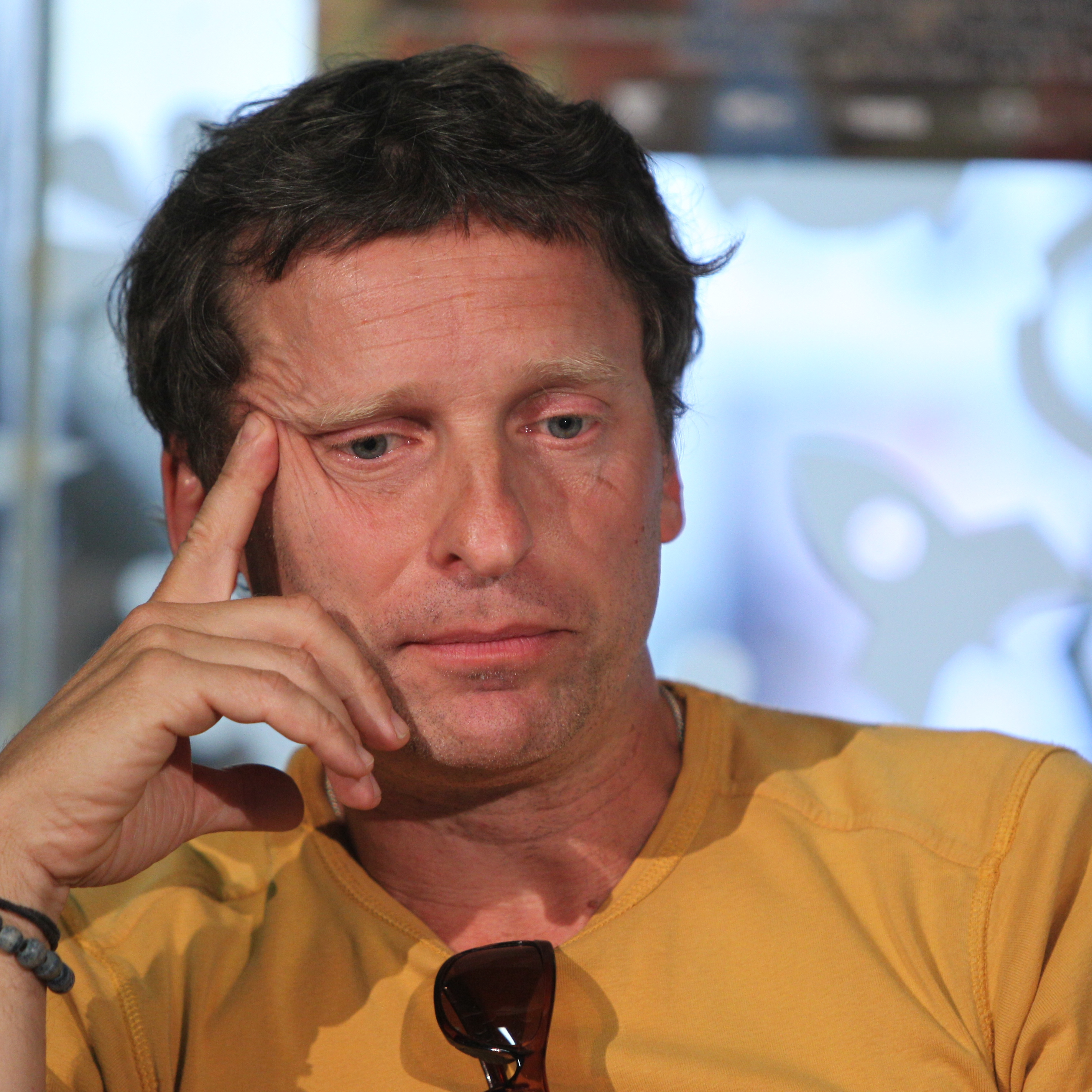
David Prachař (* 1959)

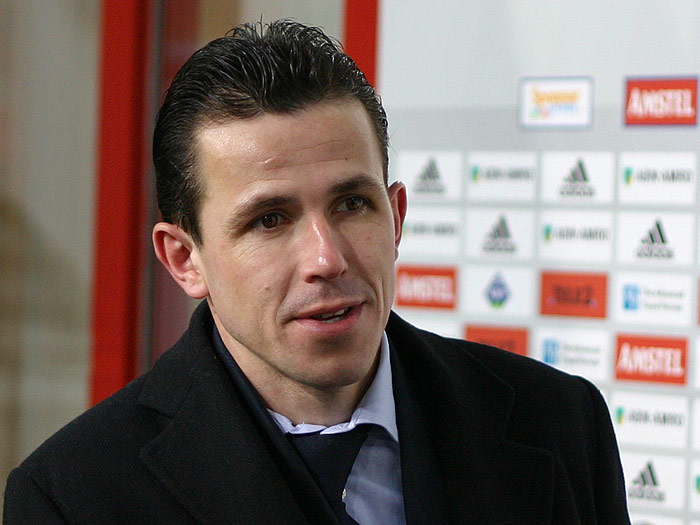
Tomáš Galásek (* 1973)

- 1783 – Ignaz Beidtel, moravsko-slezský dějepisec a právník († 15. května 1865)
- 1791 – Franz Xaver Maxmilian Zippe, mineralog a geolog († 22. února 1863)
- 1814 – František Šebek, architekt, stavitel a politik († 6. března 1862)
- 1825 – Maurice Strakosch, americký hudebník a impresário českého původu († 9. října 1887)
- 1847 – František Symon, hudebník, ředitel kůru a sbormistr († 21. února 1934)
- 1855 – Franz Křepek, sudetoněmecký politik († 28. dubna 1938)
- 1861 – František Serafínský Procházka, redaktor, básník a spisovatel († 28. ledna 1939)
- 1869 – Rudolf Jaroš, československý politik († 7. dubna 1935)
- 1877 – Karl Schuster, československý politik německé národnosti († 24. července 1935)
- 1884 – Jaroslav Stránský, československý politik, novinář a právník († 13. srpna 1973)
- 1889 – Walter Serner, český, německy píšící, spisovatel († srpen 1942)
- 1892 – Bedřich Feuerstein, architekt a scénograf († 10. května 1936)
- 1893 – Alois Málek, ministr lehkého průmyslu († 2. prosince 1958)
- 1899 – Roman Tuma, herec († 25. října 1933)
- 1903 – Jan Wimmer, fotbalový reprezentant († 1986)
- 1904 – Ludvík Frejka, politik a publicista († 3. prosince 1952)
- 1915 – Metoděj Zemek, kněz, historik a archivář († 18. října 1996)
- 1916 – Josef Kučera, voják, oběť komunismu († 14. listopadu 1952)
- 1917 – Antonín Nogol, volejbalista († 1. února 1980)
- 1920 – Anton Malatinský, fotbalový reprezentant († 1. prosince 1992)
- 1923
  - Svatopluk Mrázek, trenér a funkcionář basketbalu († 5. března 2011)
  - Josef Kalvoda, česko-americký profesor a publicista († 8. března 1999)
  - Jan Vladislav, básník a překladatel († 3. března 2009)
- 1924 – Michael Čakrt, hudební skladatel († 25. června 1997)
- 1927 – Karel Oliva, jazykovědec polonista a lexikograf († 22. srpna 2005)
- 1928 – Zdeněk Buchvaldek, herec, režisér a politik († 3. srpna 1987)
- 1932 – Vlasta Winkelhöferová, japanoložka, překladatelka a autorka († 22. března 2022)
- 1934 – Rudolf Šrámek, jazykovědec, dialektolog
- 1935 – Miloš Trapl, historik a spisovatel
- 1951 – Ivan Gabal, politik a sociolog
- 1953 – Petr Mareš, místopředseda vlády Vladimíra Špidly
- 1956 – Aleš Havlíček, filozof, vysokoškolský pedagog († 22. července 2015)
- 1959 – David Prachař, herec
- 1960 – Yvo Josef Rynda, český římskokatolický kněz a charitativní pracovník
- 1962 – Jan Stejskal, fotbalista
- 1966 – Vladimír Mlynář, politik
- 1968 – Andrea Holíková, tenistka
- 1973 – Tomáš Galásek, fotbalista
- 1999 – Martin Nečas, lední hokejista

### Svět

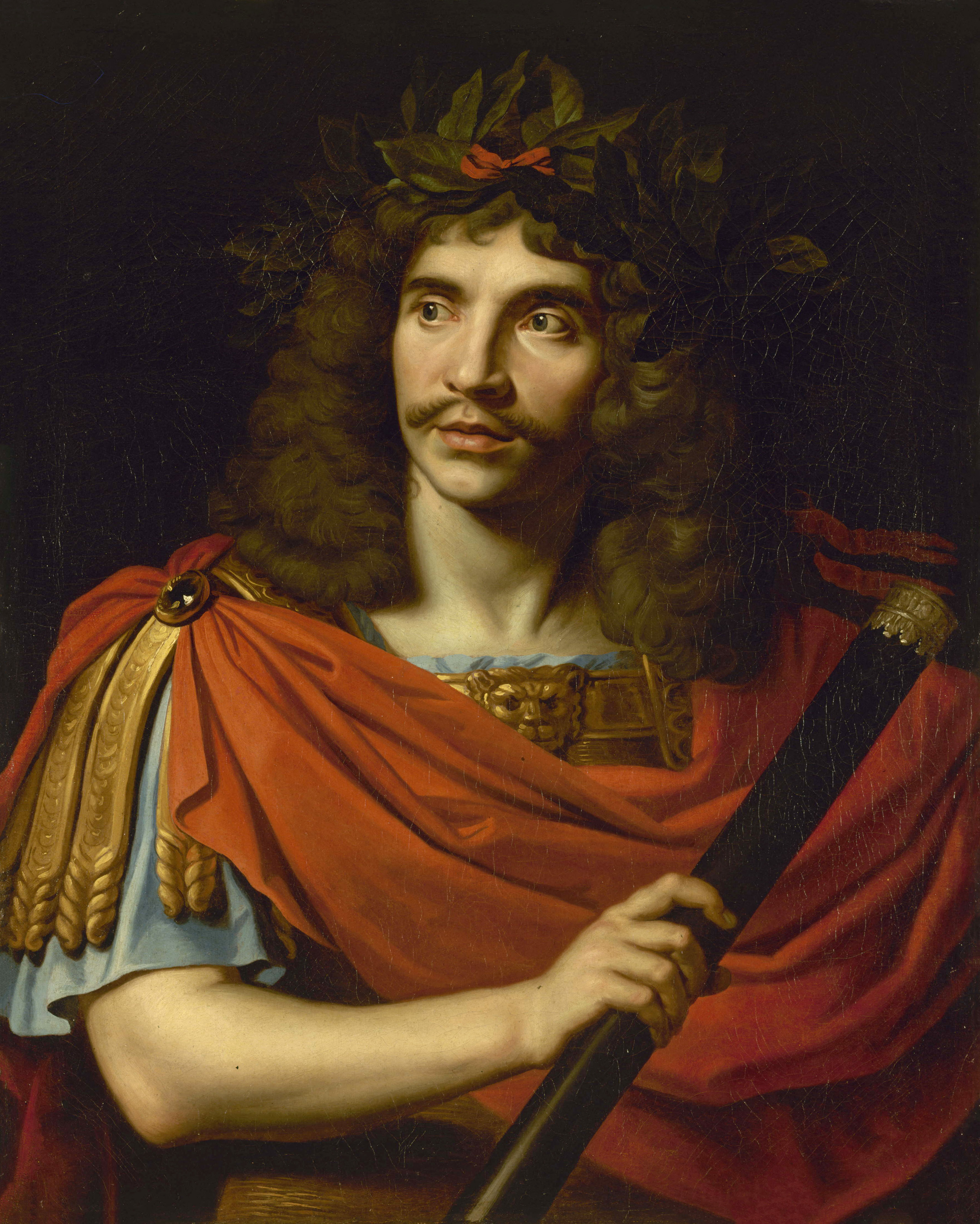
Molière (* 1622)

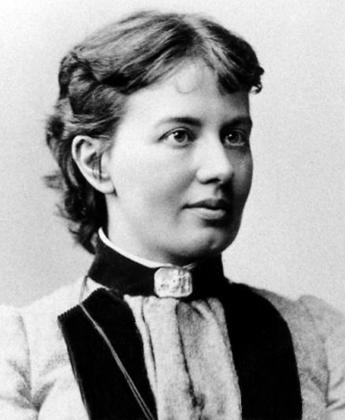
Sofia Kovalevská (* 1850)

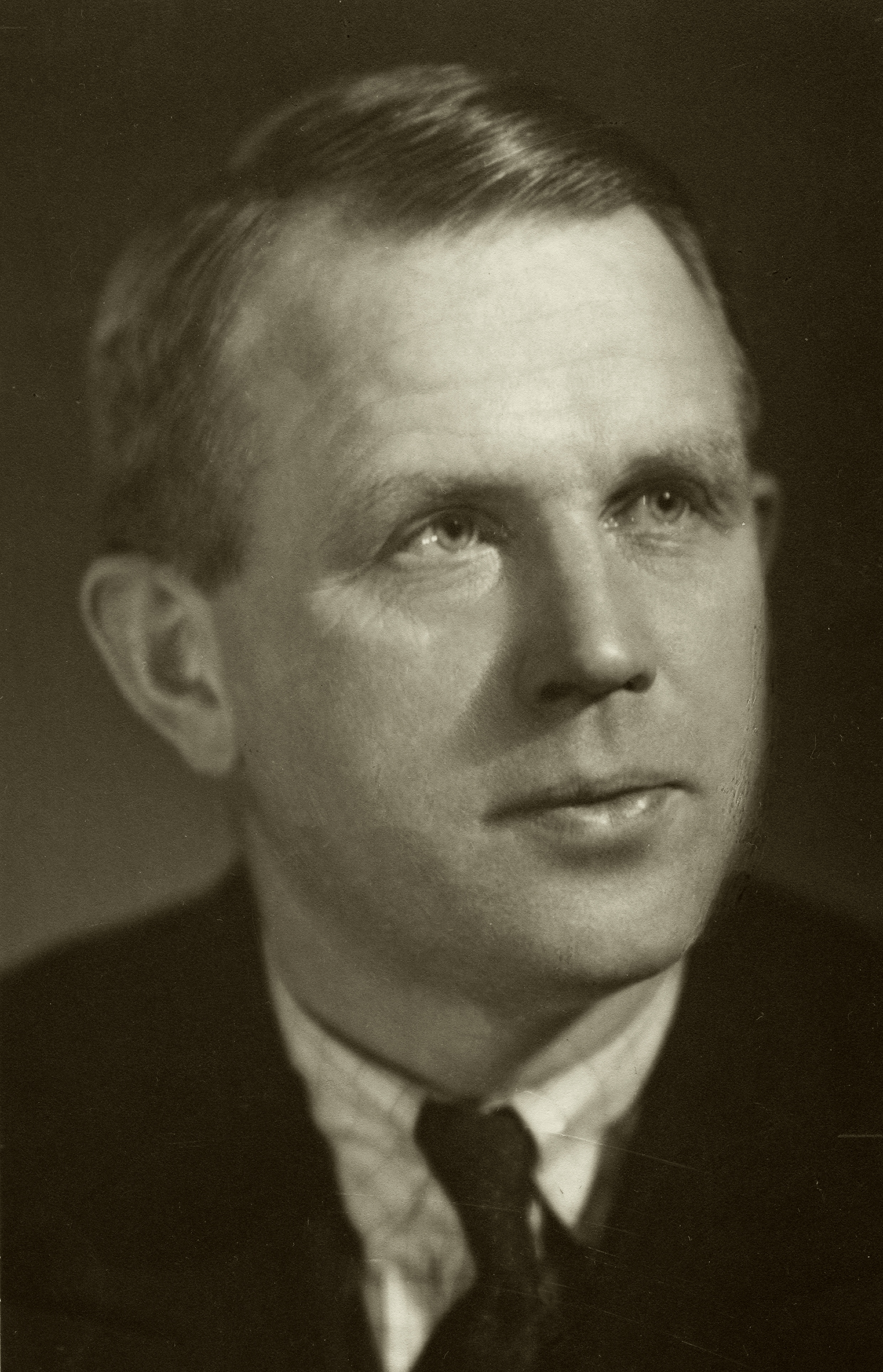
Artturi Ilmari Virtanen (* 1895)

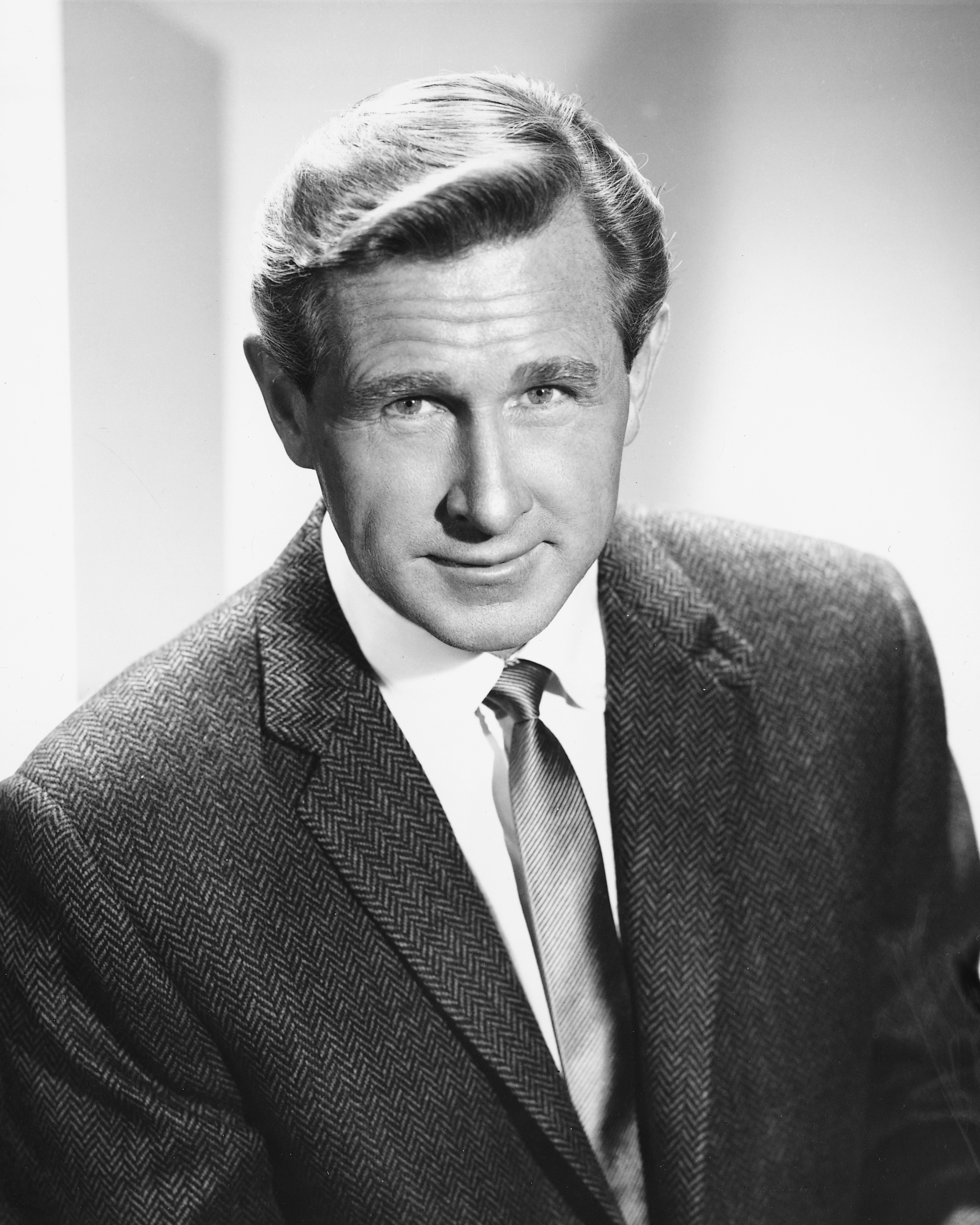
Lloyd Bridges (* 1913)

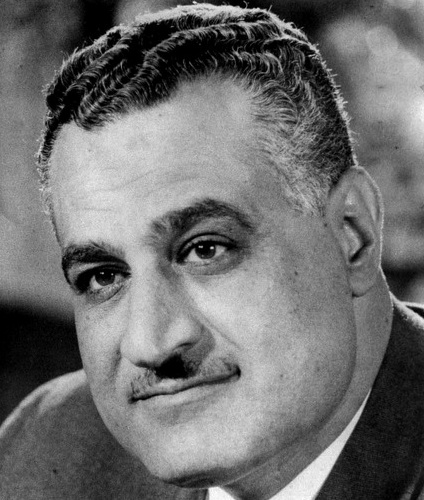
Gamál Násir (* 1918)

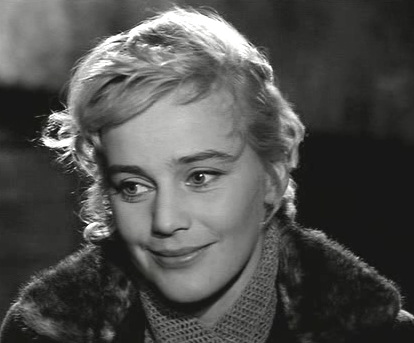
Maria Schell (* 1926)

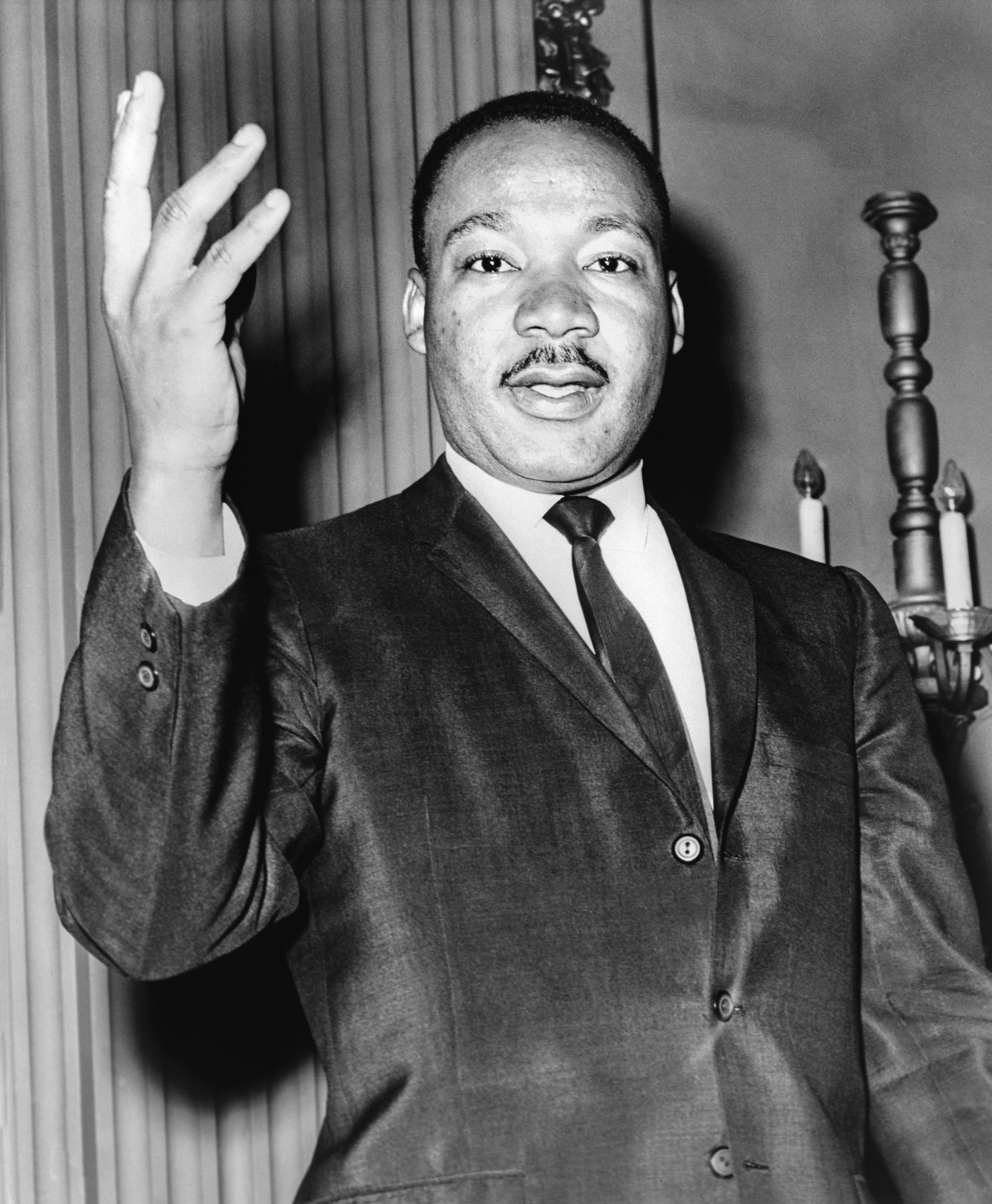
Martin Luther King (* 1929)

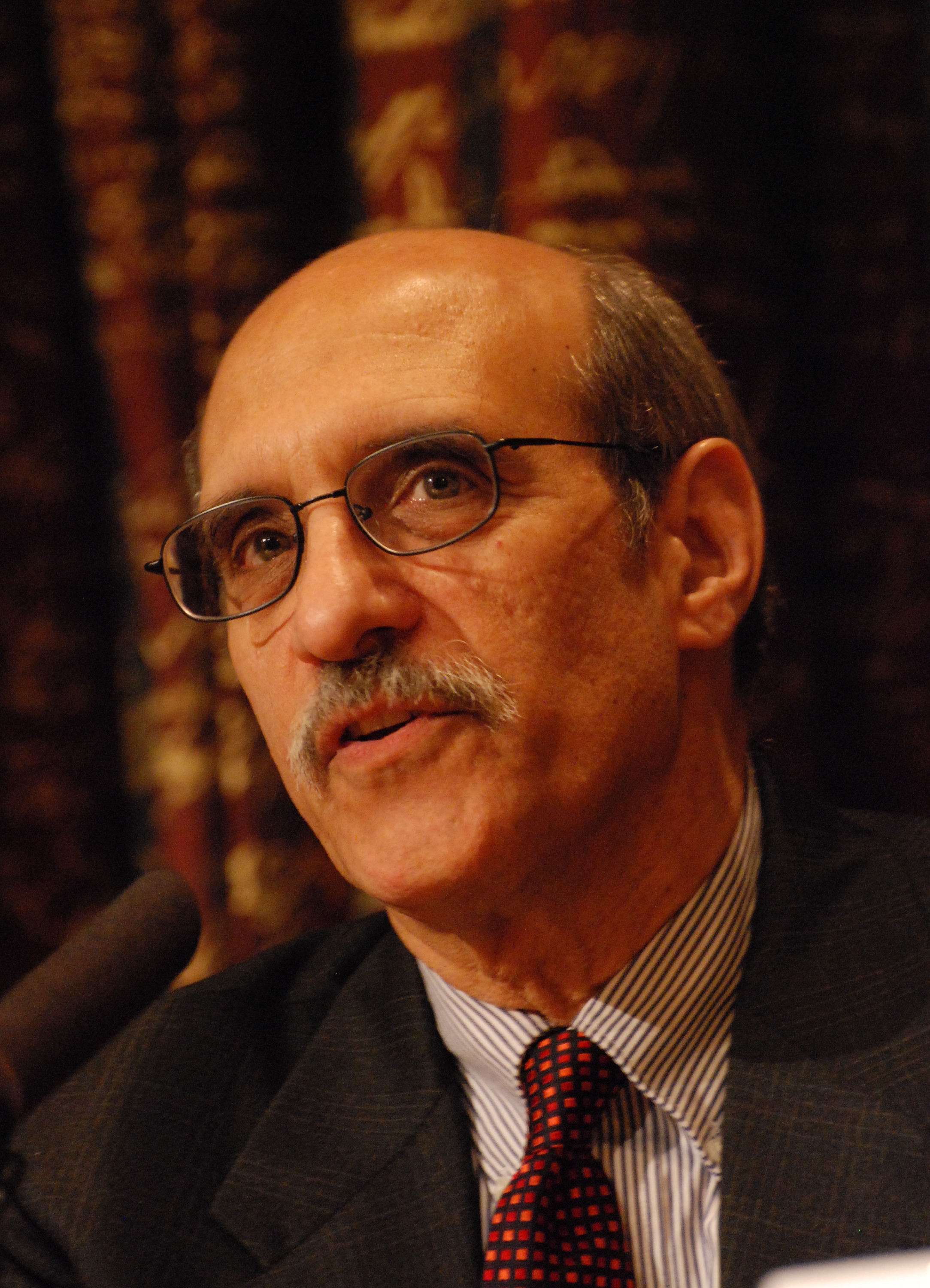
Martin Chalfie (* 1947)

Boris Tadić (* 1958)

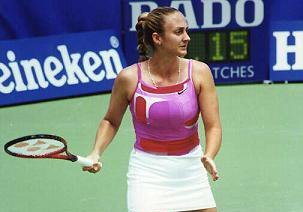
Mary Pierce (* 1975)

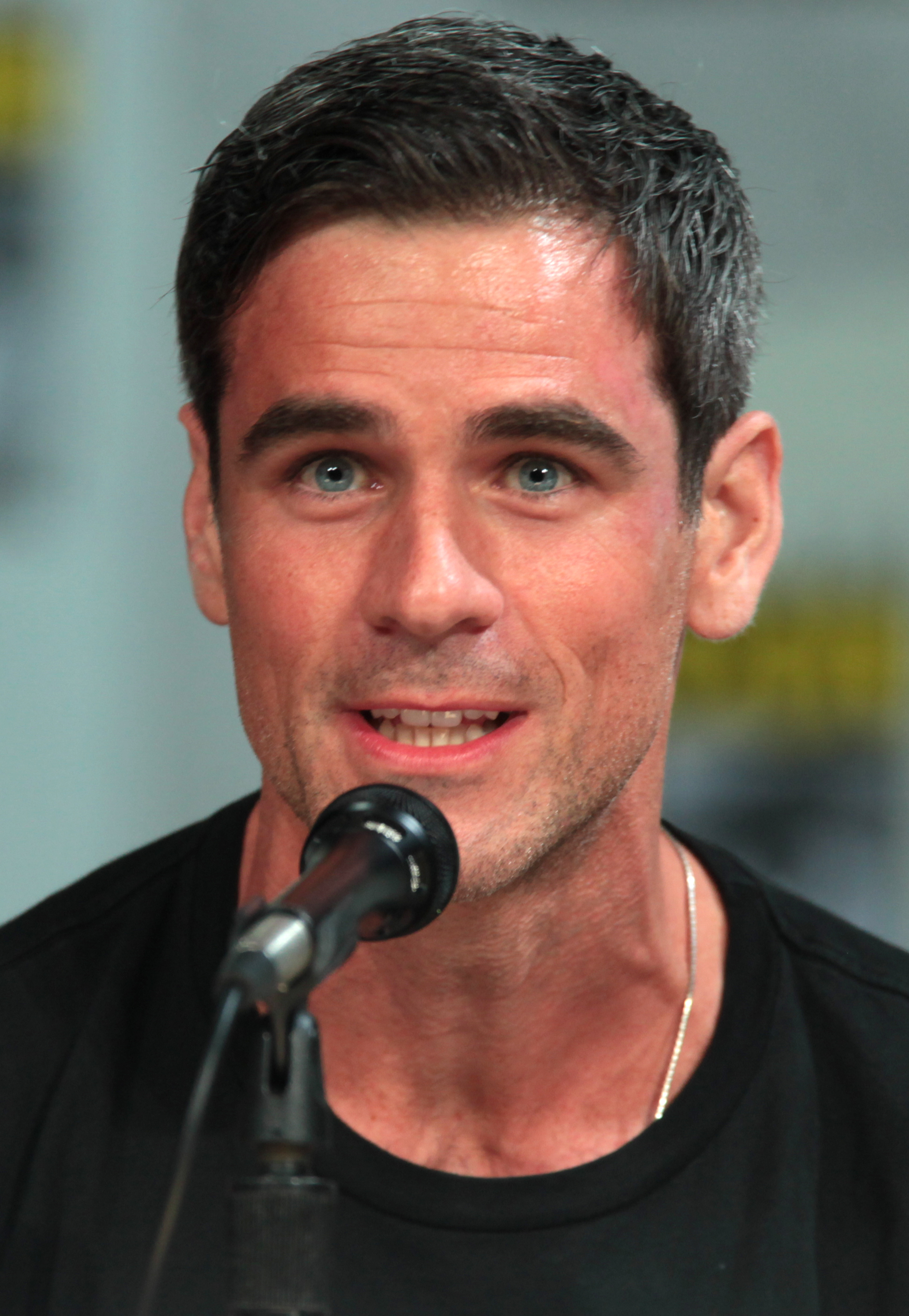
Eddie Cahill (* 1978)

- 1533 – Kateřina Habsburská, manželka polského krále Zikmunda II. Augusta († 28. února 1572)
- 1539 – Tošiie Maeda, japonský generál 16. stol. († 27. dubna 1599)
- 1622 – Molière, francouzský dramatik a herec († 16. února 1673)
- 1730 – Louis Dutens, francouzský spisovatel († 23. května 1812)
- 1763 – François-Joseph Talma, francouzský herec († 19. října 1826)
- 1791 – Franz Grillparzer, rakouský spisovatel a dramatik († 21. ledna 1872)
- 1795 – Alexandr Sergejevič Gribojedov, ruský diplomat, překladatel a dramatik († 11. února 1829)
- 1803 – Heinrich Daniel Ruhmkorff, německý mechanik, vynálezce indukční cívky († 20. prosince 1877)
- 1805 – Louise-Angélique Bertinová, francouzská hudební skladatelka a básnířka († 26. dubna 1877)
- 1809 – Pierre-Joseph Proudhon, raně socialistický myslitel († 19. ledna 1865)
- 1810 – John Evan Thomas, velšský sochař († 9. října 1873)
- 1811 – Giuseppe Cafasso, italský kněz prohlášený za svatého († 23. června 1860)
- 1812 – Peter Christen Asbjørnsen, norský spisovatel († 5. ledna 1885)
- 1814 – Pierre-Jules Hetzel, francouzský vydavatel († 17. března 1886)
- 1831 – Juro Surowin, německý publicista, jazykovědec a humanista († 16. prosince 1904)
- 1833 – Louis Paulsen, německý šachový mistr († 18. srpna 1891)
- 1841 – Frederick Stanley, šestnáctý hrabě Derby, generální guvernér Kanady († 14. června 1908)
- 1842
  - Svatá Mary MacKillopová, australská řeholnice, která pečovala o vzdělání chudých († 8. srpna 1909)
  - Paul Lafargue, politický aktivista, zeť Karla Marxe († 26. listopadu 1911)
  - Josef Breuer, rakouský psycholog († 20. června 1925)
- 1843 – Per Olof Christopher Aurivillius, švédský entomolog († 20. července 1928)
- 1847 – Angus Buchanan, skotský ragbista († 21. února 1927)
- 1850
  - Mihai Eminescu, rumunský básník († 15. června 1889)
  - Sofia Kovalevská, ruská matematička († 10. února 1891)
- 1858 – Giovanni Segantini, italský malíř († 28. září 1899)
- 1863 – Wilhelm Marx, německý politik († 5. srpna 1946)
- 1864 – Frances Benjamin Johnstonová, americká fotografka († 16. května 1952)
- 1866 – Nathan Söderblom, švédský evangelický teolog († 12. července 1931)
- 1867 – Marie Terezie Trani, dcera bavorské vévodkyně Matyldy a hraběte Ludvíka Trani († 1. března 1909)
- 1869 – Stanisław Wyspiański, polský malíř, grafik a dramatik († 28. listopadu 1907)
- 1872 – Arsen Kocojev, osetský spisovatel († 4. února 1944)
- 1873 – Max Adler, rakouský marxistický filozof († 28. června 1937)
- 1875 – Tom Burke, americký atlet, dvojnásobný olympijský vítěz († 14. února 1929)
- 1877 – Lewis Terman, americký psycholog († 21. prosince 1956)
- 1879 – Mazo De la Roche, kanadská spisovatelka († 12. července 1961)
- 1882
  - Margareta z Connaughtu, anglická a švédská princezna († 1. května 1920)
  - Florian Znaniecki, polský sociolog a filozof († 23. března 1958)
- 1885 – Lorenz Böhler rakouský fyziolog († 20. ledna 1973)
- 1889
  - Alexandr Kazakov, nejúspěšnější ruský stíhací pilot první světové války († 1. srpna 1919)
  - Wilhelm Mayer-Gross, německý psychiatr († 15. února 1961)
- 1890 – Wilhelm Heckrott, německý malíř a grafik († 4. ledna 1964)
- 1891 – Osip Mandelštam, ruský básník, prozaik, esejista († 27. prosince 1938)
- 1893
  - Dragiša Cvetković, jugoslávský premiér († 18. února 1969)
  - Ivor Novello, velšský hudební skladatel a herec († 6. března 1951)
- 1895
  - Geo Milev, bulharský básník († po 15. květnu 1925)
  - Artturi Ilmari Virtanen, finský chemik, laureát Nobelovy ceny z roku 1945 († 11. listopadu 1973)
- 1900 – William Heinesen, dánsky píšící faerský spisovatel († 12. března 1991)
- 1902
  - Nâzım Hikmet, turecký spisovatel, básník a dramatik († 3. června 1963)
  - Saúd bin Abd al-Azíz, druhý král Saúdské Arábie († 24. ledna 1969)
  - Jozef Lukačovič, slovenský politik († 17. dubna 1991)
  - Paul Thümmel, agent Abwehru i čs. rozvědky († 20. dubna 1945)
- 1907
  - Emil Kolozsvári Grandpierre, maďarský spisovatel († 11. května 1992)
  - Janusz Kusociński, polský olympijský vítěz v běhu na 10 000 metrů († 21. června 1940)
- 1909
  - Šmarja Gutman, izraelský archeolog († 22. října 1996)
  - Gene Krupa, americký bubeník a hudební skladatel († 16. října 1973)
- 1913
  - Miriam Hyde, australská skladatelka († 11. ledna 2005)
  - Lloyd Bridges, americký herec († 10. března 1998)
- 1916 – Henri Frans de Ziel, surinamský básník († 3. února 1975)
- 1918
  - Gamál Násir, egyptský prezident († 28. září 1970)
  - Edouard Gagnon, kanadský kardinál († 25. srpna 2007)
- 1919 – Maurice Herzog, francouzský horolezec a politik († 13. prosince 2012)
- 1922
  - Július Pántik, slovenský herec († 25. srpna 2002)
  - John Bayard Anderson, americký politik († 3. prosince 2017)
  - Paul Casimir Marcinkus, americký katolický arcibiskup a ředitel Vatikánské banky († 20. února 2006)
- 1923 – Li Teng-chuej, prezident Čínské republiky († 30. července 2020)
- 1924
  - Georg Ratzinger, německý kněz, hudebník, bratr papeže Benedikta XVI.
  - Hamdija Pozderac, prezident Jugoslávie († 7. dubna 1988)
- 1926 – Maria Schell, rakouská herečka († 26. dubna 2005)
- 1927 – Vladislav Klener, lékař a ředitel Státního ústavu radiační ochrany
- 1929
  - Martin Luther King, americký aktivista za lidská práva, nositel Nobelovy ceny z roku 1964 († 4. dubna 1968)
  - Earl Hooker, americký bluesový hudebník († 21. dubna 1970)
- 1930 – Michel Chapuis, francouzský varhaník († 12. listopadu 2017)
- 1931 – Alan Scholefield, jihoafrický spisovatel
- 1932 – Barbara Coudenhove-Kalergi, česko-rakouská novinářka
- 1935
  - Robert Silverberg, americký spisovatel
  - Božena Fuková, slovenská a československá ekonomka, politička Komunistické strany Slovenska († 18. května 2017)
- 1941 – Captain Beefheart, americký zpěvák († 17. prosince 2010)
- 1944 – Jenny Nimmová, britská spisovatelka
- 1947 – Martin Chalfie, americký biolog, Nobelova cena za chemii 2008
- 1948
  - Wolfgang Gunkel, německý veslař, olympijský vítěz na dvojce s kormidelníkem († 20. května 2020)
  - Ronnie Van Zant, americký zpěvák († 20. října 1977)
- 1950 – Marius Trésor, francouzský fotbalista
- 1951 – Biff Byford, zpěvák skupiny Saxon
- 1953 – Gareth Hale, britský komediální herec
- 1955
  - Andreas Gursky, německý fotograf
  - José Montilla, katalánský premiér
- 1958 – Boris Tadić, srbský prezident
- 1959 – Pete Trewavas, britský rockový baskytarista
- 1965
  - Bernard Hopkins, americký boxer
  - Adam Jones, americký muzikant (Tool)
- 1968 – Iñaki Urdangarin, španělský házenkář
- 1971 – Regina Kingová, americká herečka
- 1975 – Mary Pierceová, francouzská tenistka
- 1978
  - Franco Pellizotti, italský cyklista
  - Eddie Cahill, americký herec
- 1981
  - El Hadji Diouf, senegalský fotbalista
  - Marcin Matkowski, polský tenista
- 1983
  - Jermaine Pennant, anglický fotbalista
  - Hugo Viana, portugalský fotbalista
- 1985 – Rene Adler, německý fotbalový brankář
- 1987 – Michael Seater, kanadský herec
- 1988 – Skrillex, americký Dj a producent
- 1990 – Elena Tonra, zpěvačka a kytaristka v čele indiefolkové skupiny Daughter
- 1991 – Marc Bartra, katalánský fotbalista
- 1996 – Dove Cameron, americká herečka a zpěvačka

## Úmrtí
Automatický abecedně řazený seznam viz Kategorie:Úmrtí 15. ledna

### Česko

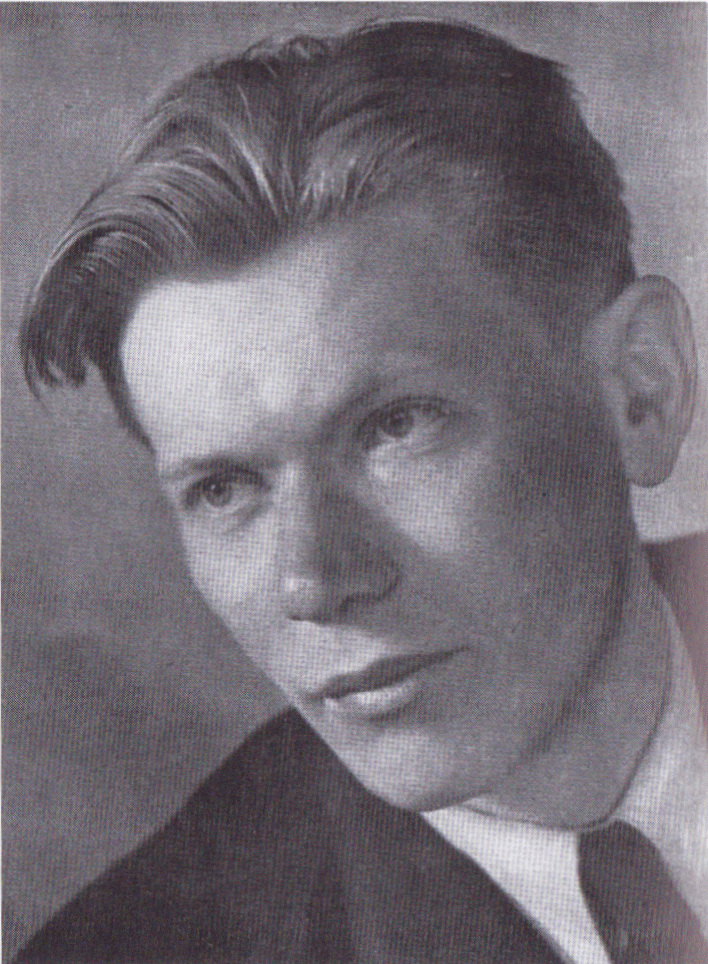
Josef Smrkovský († 1974)

- 1789 – Johann Bergl, malíř (* 23. října 1718)
- 1866 – Vojtěch Lanna, průmyslník a podnikatel (* 23. dubna 1805)
- 1896 – Karel Jonáš, česko-americký politik, novinář a lingvista (* 30. října 1840)
- 1911 – Jan Maloch, malíř a fotograf (* 11. června 1825)
- 1927 – Jan Jindáček, poslanec Českého zemského sněmu, starosta Hořovic (* 25. října 1846)
- 1929 – Karel Vorovka, matematik a filosof (* 3. února 1878)
- 1932 – Hynek Srdínko, statkář a politik (* 3. června 1847)
- 1935 – Jan Černý, československý politik (* 25. dubna 1880)
- 1936 – Josef Sakař, architekt (* 7. prosince 1856)
- 1940 – Zdeněk Rykr, malíř, ilustrátor, žurnalista a scénograf (* 26. října 1900)
- 1943 – Ludvík Cupal, voják a příslušník výsadkové operace Tin (* 23. srpna 1915)
- 1956 – Alois Vicherek, vojenský letec (* 20. června 1892)
- 1957 – František Bakule, učitel (* 18. května 1877)
- 1962 – Rudolf Richter, atlet-chodec, cyklista, sportovní funkcionář (* 7. dubna 1883)
- 1963 – František Kerhart, architekt (* 12. května 1897)
- 1964 – Eugen Wiškovský, filolog a fotograf (* 20. září 1888)
- 1972 – Daisy Ashfordová, anglická spisovatelka (* 7. dubna 1881)
- 1974 – Josef Smrkovský, politik (* 26. února 1911)
- 1976 – Bohumil Soudský, archeolog (* 19. ledna 1922)
- 1985
  - Martin Dzúr, ministr národní obrany (* 12. července 1919)
  - Josef Sedláček, fotbalový reprezentant (* 15. prosince 1893)
- 1990 – František Douda, první československý světový rekordman v atletice (vrh koulí) (* 23. října 1908)
- 1995 – Josef Kemr, herec (* 20. června 1922)
- 1996 – Jiří Němeček, herec (* 6. května 1923)
- 2003
  - Přemysl Kočí, operní pěvec, režizér a politik (* 1. června 1917)
  - Milan Machovec, filozof (* 23. srpna 1925)
- 2004 – Jaroslav V. Polc, kněz a církevní historik (* 14. září 1929)
- 2008 – Jan Heller, teolog, překladatel z hebrejštiny a foiničtiny (* 22. dubna 1925)
- 2009 – Jan Holinka, sochař a malíř (* 30. září 1938)
- 2012 – Milan Lipner, socioterapeut, psychoterapeut (* 24. července 1952)
- 2015 – Ludmila Brožová-Polednová, prokurátorka komunistických justičních vražd (* 20. prosince 1921)

### Svět

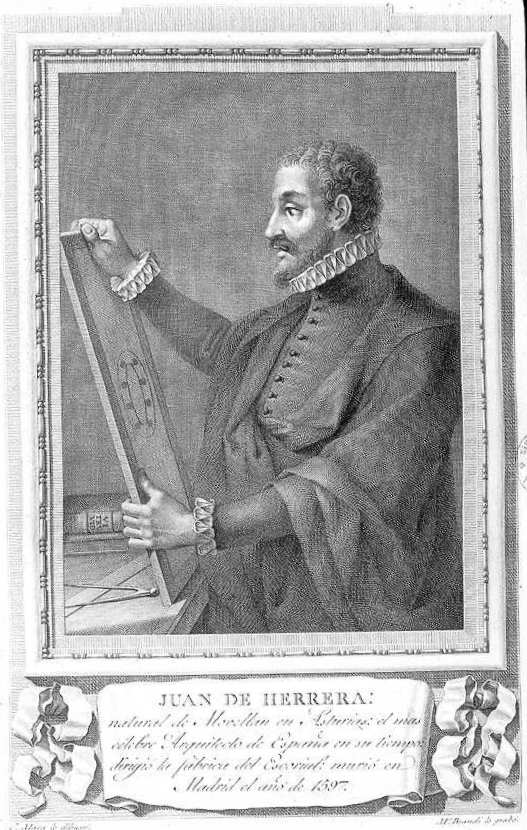
Juan de Herrera († 1597)

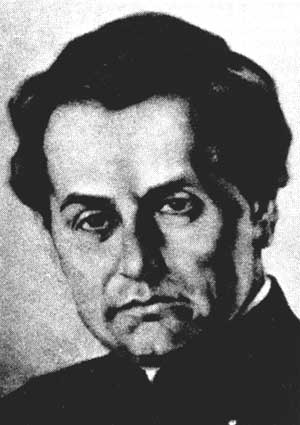
Anton Bernolák († 1813)

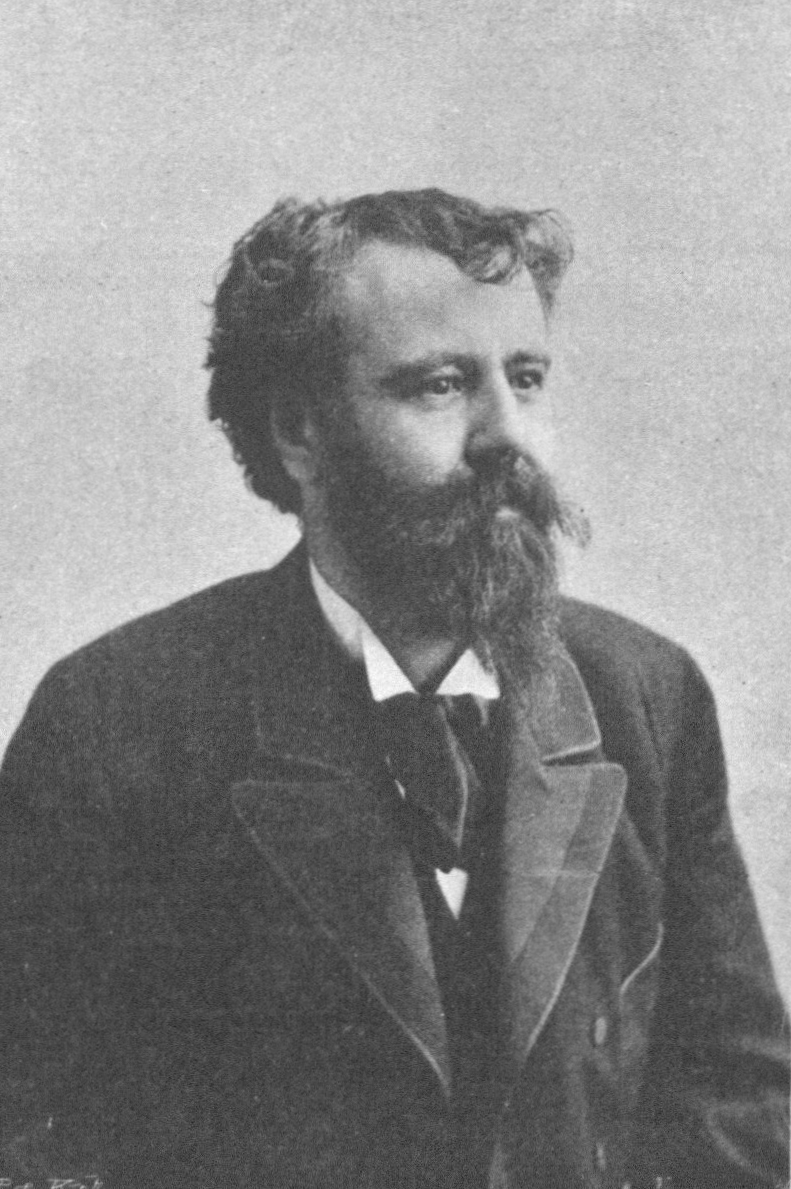
Hermann Bahr († 1934)

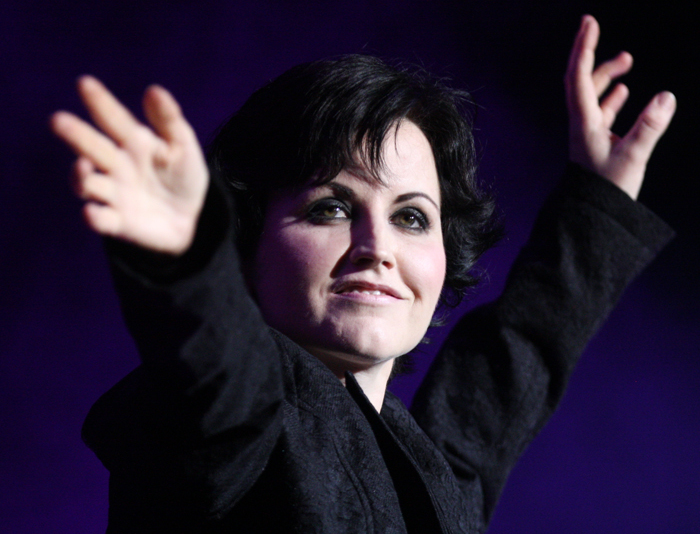
Dolores O'Riordanová († 2018)

- 0069 – Galba, římský císař (* 24. prosince 3 př. n. l.)
- 1149 – Berenguela Barcelonská, kastilská a leónská královna (* 1116)
- 1421 – Helvisa Brunšvicko-Grubenhagenská, kyperská a arménská královna (* 1353)
- 1568 – Mikuláš Oláh, ostřihomský arcibiskup, místodržitel Uherska (* 10. ledna 1493)
- 1597 – Juan de Herrera, španělský architekt, matematik a geometr (* 1530)
- 1775 – Giovanni Battista Sammartini, italský skladatel (* 1700)
- 1781 – Mariana Viktorie Španělská, portugalská královna (* 31. března 1718)
- 1788 – Gaetano Latilla, italský hudební skladatel (* 10. ledna 1711)
- 1813 – Anton Bernolák, slovenský filolog, který kodifikoval normy spisovného slovenského jazyka (* 3. října 1762)
- 1815 – Lady Hamiltonová, milenka admirála Horatio Nelsona (* 26. dubna 1765)
- 1818 – Matvej Ivanovič Platov, ruský generál, ataman donských kozáků (* 17. srpna 1751)
- 1837 – Carl Erik Mannerheim, finsko-švédský šlechtic a politik (* 14. prosince 1759)
- 1844 – Henri-Gatien Bertrand, francouzský napoleonský maršál (* 28. března 1773)
- 1866 – Massimo d'Azeglio, italský spisovatel (* 24. října 1798)
- 1870 – Franz Karl von Becke, rakouský ministr financí a obchodu (* 31. října 1818)
- 1872 – Vincent Grimm, maďarský šachista (* 1800)
- 1876 – Eliza McCardle Johnsonová, manželka 17. prezidenta USA Andrewa Johnsona (* 4. října 1810)
- 1896 – Mathew Brady, americký novinářský fotograf (* 18. května 1822)
- 1897 – Alois Friedrich Rogenhofer, rakouský entomolog (* 22. prosince 1831)
- 1899 – Serafino Dubois, italský šachový mistr (* 10. října 1817)
- 1905 – James Mason, irský šachový mistr (* 19. listopadu 1849)
- 1916
  - Modest Iljič Čajkovskij, ruský dramatik, operní libretista a překladatel (* 13. května 1850)
  - Vojtech Alexander, slovenský lékař a fyzik (* 31. května 1857)
- 1919
  - Karl Liebknecht, německý komunistický politik (* 13. srpna 1871)
  - Rosa Luxemburgová, německá představitelka socialistického hnutí (* 5. března 1870)
- 1926 – Enrico Toselli, italský klavírista a skladatel (* 13. března 1883)
- 1927 – David Janowski, francouzský šachový mistr (* 25. května 1868)
- 1929 – Seamark, anglický novinář a spisovatel (* ? 1894)
- 1934 – Hermann Bahr, rakouský spisovatel (* 19. července 1863)
- 1943 – Eric Knight, americký spisovatel (* 10. dubna 1897)
- 1945 – Wilhelm Wirtinger, rakouský matematik (* 19. července 1865)
- 1949 – Harry Stack Sullivan, americký psychiatr a psycholog (* 21. února 1892)
- 1950 – Petre Dumitrescu, rumunský generál (* 18. února 1882)
- 1951 – Klement Šilinger, slovenský architekt (* 15. listopadu 1887)
- 1955
  - Johannes Baader, německý spisovatel, výtvarný umělec a architekt (* 22. června 1875)
  - Yves Tanguy, francouzský surrealistický malíř (* 5. ledna 1900)
- 1958 – Jevgenij Lvovič Švarc, ruský dramatik, prozaik, básník, filmový scenárista (* 21. října 1896)
- 1961 – Constantin Constantinescu, rumunský generál a politický vězeň komunistického režimu (* 20. února 1884)
- 1962 – Dani'el Auster, první starosta Západního Jeruzaléma (* 7. května 1893)
- 1964 – Jack Teagarden, americký jazzový pozounista a zpěvák (* 20. srpna 1905)
- 1967 – Albert Szirmai, maďarský operetní skladatel (* 2. července 1880)
- 1968
  - Leopold Infeld, polský teoretický fyzik (* 20. července 1898)
  - Marie Františka Orleánská z Braganzy, vévodkyně z Braganzy, titulární císařovna brazilská (* 8. září 1914)
- 1970 – Lea Goldbergová, izraelská básnířka, spisovatelka a překladatelka (* 29. května 1911)
- 1974 – Josef Serlin, izraelský politik (* 24. února 1906)
- 1979
  - Charles W. Morris, americký sémiotik a filozof (* 23. května 1901)
  - Jang Čung-ťien, čínský paleontolog (* 1. června 1897)
- 1983 – Meyer Lansky, americký gangster (* 4. července 1902)
- 1987 – Mark Mitin, sovětský marxisticko-leninský filosof (* 5. července 1901)
- 1988 – Seán MacBride, irský ministr, Nobelova cena za mír 1974 (* 26. ledna 1904)
- 1990 – Gordon Jackson, skotský herec (* 19. prosince 1923)
- 1994
  - Georges Cziffra, klavírista maďarského původu (* 5. listopadu 1921)
  - Harry Nilsson, americký zpěvák-skladatel (* 15. června 1941)
- 1995 – Vieroslav Matušík, slovenský hudební skladatel (* 28. srpna 1927)
- 1996 – Les Baxter, americký muzikant a skladatel (* 14. března 1922)
- 1998 – Junior Wells, americký bluesový zpěvák a hráč na harmoniku (* 9. prosince 1934)
- 2000 – Željko Ražnatović, srbský politik, agent jugoslávské tajné služby UDBA (* 17. dubna 1952)
- 2001
  - Georgij Chosroevič Šachnazarov, právník, politolog, politik a spisovatel arménského původu (* 4. října 1924)
  - Leo Marks, anglický kryptograf, dramatik a scenárista (* 24. září 1920)
- 2004 – Delia Scala, italská baletka a herečka (* 25. září 1929)
- 2007 – Manfred Rulffs, německý veslař, olympijský vítěz (* 6. března 1935)
- 2008 – Brad Renfro, americký herec (* 25. července 1982)
- 2009
  - Olivier Clément, francouzský teolog (* 17. listopadu 1921)
  - Saíd Sijám, palestinský politik a jeden z vůdců Hamasu (* 22. července 1959)
- 2010 – Marshall Warren Nirenberg, americký biochemik, nositel Nobelovy ceny za fyziologii a medicínu (* 10. dubna 1927)
- 2012 – Manuel Fraga Iribarne, španělský politik (* 23. listopadu 1922)
- 2013
  - Markéta Bádenská, řecká a dánská princezna, jugoslávská šlechtična (* 14. července 1932)
  - Nagisa Óšima, japonský filmový režisér (* 31. března 1932)
- 2015 – Kim Fowley, americký hudební producent (* 21. července 1939)
- 2016 – René Angélil, kanadský osobní manažer  (* 16. ledna 1942)
- 2018 – Dolores O'Riordanová, irská písničkářka a frontmanka kapely The Cranberries  (* 6. září 1971)
- 2023 – Vachtang Kikabidze, gruzínský hudebník, zpěvák, skladatel a herec (* 19. července 1938)

## Svátky

### Česko
- Alice
- Socialistický kalendář – Den československého raketového vojska a dělostřelectva

### Svět
- Slovensko – Dobroslav
- Spojené státy – Tradiční den M. L. Kinga

## Pranostiky

### Česko
- Na den svatého Pavla poustevníka pěkný den – dobrý rok; větrný den – mokrý rok.
- Je-li svatý Pavel jasný – rok šťastný.

| 15. leden v pražském KlementinuÚdaje jsou platné k 11. 3. 2025. | 15. leden v pražském KlementinuÚdaje jsou platné k 11. 3. 2025. | 15. leden v pražském KlementinuÚdaje jsou platné k 11. 3. 2025. |
| minimum                                                         | denní průměr                                                    | maximum                                                         |
| --------------------------------------------------------------- | --------------------------------------------------------------- | --------------------------------------------------------------- |
| −23,0 °C (1820)                                                 | −0,7 °C (od 1961)                                               | 11,5 °C (2023)                                                  |